# سیارک ۶۱۹۸
سیارک ۶۱۹۸ (به انگلیسی: 6198 Shirakawa، نامگذاری:1992AF1) شش هزار و صد و نود و هشتمین سیارک کشف شده‌است که در ۱۰ ژانویه ۱۹۹۲ کشف شد.
قدر مطلق سیارک برابر ۱۳٫۲۰ است.